# Zentralinstitut für Alte Geschichte und Archäologie
Das Zentralinstitut für Alte Geschichte und Archäologie (ZIAGA) war ein außeruniversitäres Forschungsinstitut der Akademie der Wissenschaften der DDR. Es bestand von 1969 bis 1992 und hatte seinen Sitz in Berlin.

## Vorgänger
Obwohl es an verschiedenen Universitäten der DDR Studiengänge in Altertumswissenschaften gab, waren die Universitäten, anders als heute oder auch in Westdeutschland, in erster Linie zur Bildung des wissenschaftlichen Nachwuchses und der Lehrkräfte und nur eingeschränkt zur Forschung gedacht. Die Alte Geschichte war an vielen Hochschulen der DDR gar nicht durch Professuren vertreten. Forschung wurde in erster Linie an einigen wenigen außeruniversitären Einrichtungen, besonders in der Akademie der Wissenschaften der DDR (bis 1972 Deutsche Akademie der Wissenschaften zu Berlin) geleistet. 
Auch langwierige Forschungsprojekte, die bereits von der Preußischen Akademie der Wissenschaften begonnen worden waren, wurden hier fortgesetzt, etwa das Corpus Inscriptionum Latinarum, die Inscriptiones Graecae, das Mittellateinische Wörterbuch oder die Prosopographia Imperii Romani. Diese älteren Projekte kamen 1955 an das neugeschaffenen Institut für griechisch-römische Altertumskunde. Andere Unternehmungen, die schon länger brachlagen – etwa der Index Rerum Militarium, die Fronto- und Strabon-Ausgaben, das Corpus Inscriptionum Etruscarum, die Formae Orbis Antiqui, die Rhetores Graeci und das Vocabularium Iurisprudentiae Romanae – wurden nicht wieder aufgenommen. Dafür wurden archäologische Feldforschungen auf einstmals griechisch-römischem Boden begonnen. 1958 starteten so in deutsch-bulgarischer Gemeinschaftsarbeit die Ausgrabungen am spätantiken Limeskastell Iatrus. 
Langjähriger Direktor des Instituts war Johannes Irmscher. Eine andere Vorgängerinstitution war das Institut für Ur- und Frühgeschichte unter Leitung von Karl-Heinz Otto. Zudem wurden auch altorientalistische Arbeitsvorhaben der Akademie wie die Turfan-Texte einbezogen.

## ZIAGA
1969 wurde im Zuge einer Akademiereform das Zentralinstitut für Alte Geschichte und Archäologie (ZIAGA) unter der Leitung des damals 36-jährigen, systemtreuen Prähistorikers Joachim Herrmann geschaffen. Hier wurden die drei vormals selbstständigen Institute Institut für Vor- und Frühgeschichte, Institut für Orientforschung und das Institut für Griechisch-römische Altertumskunde zusammengefasst. Das neue Großinstitut gliederte sich anfangs in vier Bereiche:
- Ur- und Frühgeschichte
- Alter Orient
- Griechisch-römische Geschichte
- Griechisch-römische Kulturgeschichte (langjähriger Leiter war Johannes Irmscher)
- später kam noch eine Abteilung Altamerika hinzu.

Obwohl keines der Traditionsunternehmen eingestellt wurde, wurden jetzt neue Prioritäten gesetzt. Die Vorgaben der Politik an die Forschungsziele wurden ideologischer. Die alten Projekte wurden in kleinerem Umfang fortgeführt, dafür konzentrierte man sich auf neue Prestigeobjekte wie eine „Geschichte des Deutschen Volkes“, die „Römer an Rhein und Donau“ und eine zweibändige Kulturgeschichte der Antike. Veröffentlicht wurden diese Schriften vor allem in der Reihe Veröffentlichungen des Zentralinstituts für Alte Geschichte und Archäologie der Akademie der Wissenschaften der DDR. Problematisch für die Forschung war auch, dass ein Großteil der Mitarbeiter keine sogenannten „Reisekader“ waren und somit nur ins „befreundete Ausland“ fahren konnte. Auch die restriktiven Kontroll- und Verbotsmaßnahmen bei der Korrespondenz dienten nicht der Förderung der Unternehmen.
Auch ein Großteil der wissenschaftlichen Reihen und Zeitschriften wurden im Rahmen des ZIAGA herausgegeben:
- Altorientalische Forschungen
- Ausgrabungen und Funde (später das Archäologisches Nachrichtenblatt, mittlerweile Blickpunkt Archäologie als indirekter Nachfolger)
- Klio
- Philologus
- Zeitschrift für Archäologie (ZfA).

An ein breiteres Publikum wandte sich die vierteljährlich erscheinende populärwissenschaftliche Zeitschrift Das Altertum.
Die Mitarbeiter der Akademie waren zu einem Großteil auch in die universitäre Lehre – vor allem an der
Humboldt-Universität zu Berlin – eingebunden. Untergebracht war das ZIAGA im alten Gebäude des Preußischen Herrenhauses an der Leipziger Straße 3–4, dem heutigen Bundesratsgebäude; es war nach 1961 das letzte Haus vor der Grenze. Im Gebäude des Instituts war auch der Sitz des Nationalkomitees der Byzantinisten, deren Vorsitzender ebenfalls Johannes Irmscher war.
Im Zuge der politischen Wende, der Auflösung der DDR und der Eingliederung in das wissenschaftliche System der Bundesrepublik Deutschland endete die Existenz des ZIAGA mit dem Ende der Akademie 1992. Teile des Instituts, vor allem die naturwissenschaftliche Abteilung, wurde dem Deutschen Archäologischen Institut (DAI) angegliedert und bildet dort heute das Referat Naturwissenschaften. Zahlreiche Wissenschaftler des Bereiches Ur- und Frühgeschichte setzten ihre Forschungen nach 1992 an der Römisch-Germanischen Kommission, an der 1995 gegründeten Eurasien-Abteilung und an der Kommission für Allgemeine und Vergleichende Archäologie (mittlerweile die Kommission für Archäologie Außereuropäischer Kulturen) des DAI fort.

## Mitarbeiter (Auswahl)
- Gert Audring
- Burkhard Böttger
- Gerda von Bülow
- Hansjürgen Brachmann
- Paul Grimm
- Günther Christian Hansen, Redaktor der Bibliotheca Teubneriana und der Schriften und Quellen der Alten Welt
- Joachim Herrmann
- Johannes Irmscher
- Klaus-Peter Johne, Forschungsgruppenleiter „Römische Geschichte und lateinische Corpora“
- Fritz Jürß
- Horst Klengel
- Bruno Krüger
- Elsbeth Lange
- Achim Leube
- Reimar Müller
- Karl-Heinz Otto
- Gerhard Perl, Latinist
- Hans Quitta
- Ernst Günther Schmidt
- Johannes Schneider, 1951–1975 Leiter der „Arbeitsgruppe Mittellateinisches Wörterbuch“
- Edith Schönert-Geiß, Leiterin des Griechischen Münzwerks
- Irmgard Sellnow
- Ursula Thiemer-Sachse, 1989–1992 Leiterin der „Abteilung Altamerika“
- Hans-Joachim Stoll, Mittelalterarchäologie
- Wilhelm Unverzagt
- Klaus Wachtel
- Friedhelm Winkelmann, spätantike Kirchengeschichte
- Reinhard Witte
- Peter Zieme, Leiter der Forschungsgruppe Turfan

## Rechtsvorschriften
- Verordnung über das Statut der Akademie der Wissenschaften der DDR vom 20. Mai 1969